# Tortyra violacea
Tortyra violacea là một loài bướm đêm thuộc họ Choreutidae. Nó được tìm thấy ở Brasil.